# ناوچه سبک کلاس پاک
ناوچهٔ سبک کلاس پاک (به انگلیسی: Pauk-class corvette) یک کلاس از کشتی به طول ۵۷ متر (۱۸۷ فوت) است.